# تمرية النابلسية
التمرية النابلسية تعتبر التمرية من الحلويات الفلسطينية المشهورة في نابلس وطولكرم، وهي حلى تصنع بطريقة مختلفة بين دولة وأخرى.

## التمرية النابلسية
المكوّنات
- ثلاثة وأرباع كأس من الطحين.
- ربع كأس من الماء، أو أكثر وذلك حسب الحاجة.
- رشة من الملح.
- ملعقتان كبيرتان من بودرة السكر للتزيين.
- زيت نباتي للقلي.

مكوّنات الحشوة
- نصف كأس من السميد الخشن.
- نصف كأس من السكر.
- كأسان من الماء.
- ملعقة كبيرة من ماء الورد، أو ماء الزهر.

طريقة التحضير
- نحضر وعاء كبيراً وعميقاً، ونضع فيه الطحين، ورشة من الملح، ثم نسكب الماء بشكل تدريجي، ونعجن المكوّنات جيداً بواسطة العجانة لمدة خمس دقائق، حتى نحصل على عجينة لا تلتصق باليد.
- نحضر وعاء، وندهنه بالزيت.
- نقسم العجينة إلى ثمانية أجزاء متساوية، ونضعهم في الوعاء المدهون بالزيت، ونغطيهم حتى يرتاح العجين لمدة خمس ساعات، أو ليلة كاملة.
- لتحضير الحشوة: نحضر قدراً، ونضعه على النار، ونسكب فيه السكر، والسميد، والماء، ونحرك المكوّنات باستمرار حتى درجة الغليان، ثم نترك المكوّنات تغلي مدة قليلة مع التحريك المستمر حتى نحصل على مزيج كثيف.
- نحضر صينية مستطيلة، ونسكب فيها مزيج السميد، ونتركه جانباً حتى يبرد، وبعد ذلك نغطي الصينية بكيس من النايلون، ونضعها في الثلاجة.
- بعد أن تبرد الحشوة جيداً، نقطع الحشوة إلى ثمانية أجزاء متساوية.
- نرش كمية قليلة من الزيت على سطح الطاولة، ثم نفرد كل جزء من العجينة على شكل مربع رقيق، ثم نضع الحشوة في وسط المربع، وبعد ذلك نمسك أطراف زواية العجينة ونردها فوق الحشوة حتى نغطي الحشوة، ثم بكف اليد نضغط قليلاً على القطع لنرققها، ونكرر العملية هذه لباقي القطع.
- ملاحظة: يجب عدم شد العجينة على الحشوة.
- نحضر مقلاة، ونسكب فيها الزيت ليحمى، ثم نقلي قطع التمرية فيه، ونزيلها من الزيت بعد أن يصبح لونها ذهبيّاً مشقراً.
- نصفيها من الزيت، ثم نرش بودرة السكر مباشرة عليه وهي ساخنة، وبعد ذلك نرتبها في صحون التقديم، ونقدمها ساخنة.

## التمرية بالسميد
المكوّنات
- كأس ونصف الكأس من السميد.
- كأس ونصف الكأس من معجون التمر.
- نصف كأس من الزيت النباتي.
- نصف كأس من الطحين.
- ملعقة كبيرة من البايكنج باودر.
- خمس ملاعق كبيرة من بودرة الحليب.
- حبوب سمسم للزينة.

طريقة التحضير
- نحضر وعاء، ونخلط فيه كافة المكوّنات باستثناء التمر، ثم نقسم العجينة إلى قسمين.
- نحضر صينية، ونفرد فيه القسم الأول من العجين بشكل متساوٍ، ثم نفرد معجون التمر فوقها، وبعد ذلك نفرد القسم الثاني من العجين فوق معجون التمر، ثم نرش وجه التمرية بحبوب السمسم.
- نشغل الفرن على درجة حرارة عادية، ونضع الصينية فيه ونخبزها.
- نخرج الصينية من الفرن بعد أن يحمّر وجهها، ثم نقطعها، ونقدمها.